# Livestream
Livestream是一个视频流媒体平台，允许客户使用相机和计算机通过互联网直播视频，观众则通过PC、iOS、Android、Roku和Apple TV观看。Livestream要求内容提供商付费订阅使用，而2016年以前网站提供的是由广告支持的免费服务。
Livestream的客户有Spotify、Gannett、世界經濟論壇、特斯拉汽車、SpaceX、NBA、羅德島設計學院、克林顿基金会以及超过200家地方电视分支。